# Instruccions de Kagemni
Les Instruccions de Kagemni és el títol d'una obra literària de l'antic Egipte, pertanyent al gènere de Sebayt o Instruccions, obres filosòfiques que van ser els primers textos seculars de la literatura de l'antic Egipte. Encara que les primeres proves de la seva compilació es remunten a l'Imperi Mitjà, el text assegura, encara que de forma dubtosa, que és obra de Kagemni, un djati que hauria actuat durant el regnat del faraó Snefru, fundador de la quarta dinastia (Imperi Antic).

## Font
L'única font coneguda de les Instruccions de Kagemni és el papir Prisse. Aquest text es remunta a la dinastia XII, probablement al regnat d'Amenemhet II. Està escrit en egipci mitjà i en un estil arcaic hieràtic, amb lletra cursiva.

## Contingut

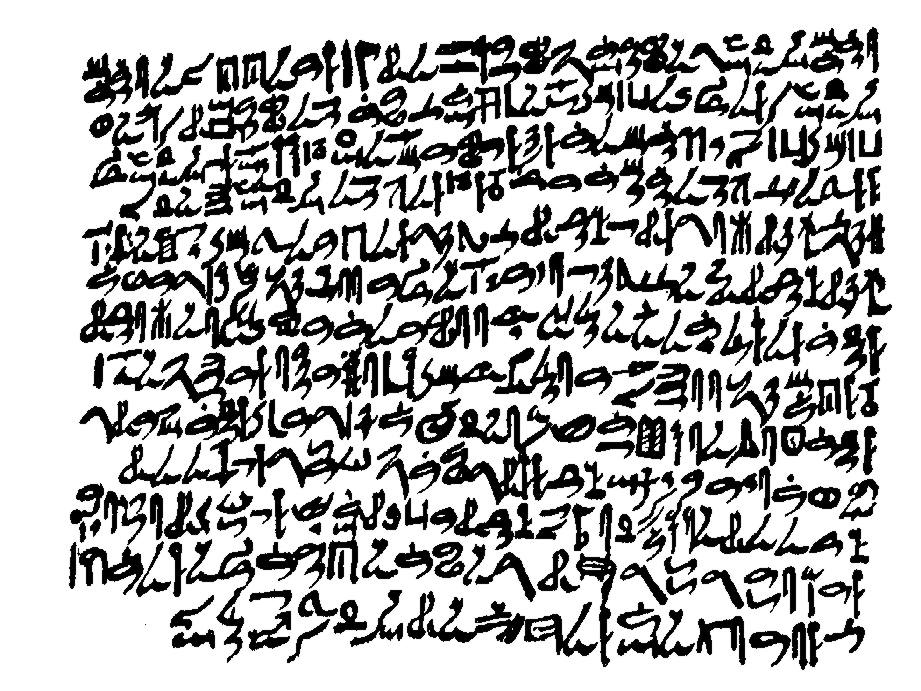
Papir Prisse.
Museu del Louvre.

Només el final del text està recollit en el Papir Prisse, es desconeix quant se n'ha perdut. Kagemni, que el text esmenta com djati de Snefru, és un personatge que tal vegada estigui basat en un altre djaty del mateix nom que va viure durant la sisena dinastia d'Egipte: Kagemni (djaty de Teti). Kagemni es presenta com a alumne abans que mestre de les virtuts i la moral en el text, i s'ha proposat que era fill de Kaire, un savi esmentat en l'Elogi d'Escriptors Morts (Papir Chester Beatty IV). A pesar que en el text s'atribueix l'autoria a Kagemni, era comuna que els textos de la saviesa s'atribuïssin falsament a prestigioses figures històriques.
Escrit com una guia pràctica de consells per al fill d'un djaty, les Instruccions de Kagemni són similars a les de Ptahhotep i en alguna cosa diferents a l'ensenyament de texts més tardans, com les Instruccions d'Amenemope, que posa l'accent en la pietat, o les Instruccions d'Amenemhat, que William Simpson (professor emèrit de egiptologia a la Universitat Yale) descriu com «una obra política amb forma d'instrucció». Kagemni aconsella que s'ha de seguir el camí de la modèstia i la moderació, en contrast amb el que ha d'evitar-se: l'orgull i la golafreria. Per Kagemni, l'home silenciós, que és modest, calmat i que es controla, és vist com el més virtuós, en contrast amb l'home impulsiu que descriu Amenemope. D'acord amb Miriam Lichtheim, el virtuós home silenciós descrit per primera vegada a Kagemni «estava destinat a representar el principal paper a la moralitat egípcia».